# Carmen Ruiz Hervías
Carmen Ruiz Hervías (Madrid, 17 novembre 1967) è una schermitrice spagnola, specialista della spada, vincitrice di una medaglia d'oro ai Campionati mondiali di scherma.